# ムハンマド・ファヒーム
ムハンマド・カシーム・ファヒーム（ペルシア語: محمد قسیم فهیم、羅:Mohammed Qasim Fahim、1957年 - 2014年3月9日 ）は、アフガニスタンの政治家、軍人。第一副大統領（2009年11月 - 2014年3月）。元帥。タジク人。
日本の報道では、「モハマド・カシム・ファヒム」などと表記される。

## 経歴
パンジシール州出身。
ブルハーヌッディーン・ラッバーニーが率いるアフガニスタン・イスラム協会の党員。ソ連のアフガン侵攻時、アフマド・シャー・マスードの指揮下で、野戦指揮官、政治委員、諜報機関「シュライ・ナジル」（監視会議）の副議長を務める。
ラッバーニー政権樹立後、保安相を務める。1991年からアフガニスタン国家イスラム保安局長。
1996年にターリバーンがカーブルを奪取した後、北部同盟の軍事会議議員となり、アフガニスタン北部の作戦を担当した。マスード暗殺後は、北部同盟軍司令官に任命され、数日後にドゥシャンベで開かれた北部同盟支持国（イラン、インド、ロシア、タジキスタン）代表の会議において承認された。
2001年11月～2002年6月、ハーミド・カルザイ暫定政権の副大統領兼国防相。2002年6月～2004年7月、移行政権の副大統領兼国防相。
2005年12月、メシュラーノ・ジルガ（上院）議員。
2009年11月19日、第2次カルザイ政権の第一副大統領に任命。
2014年3月9日、副大統領在任中に死去。